# Nicolae Blaremberg
Nicolae Moret Blaremberg (n. 24 decembrie 1837, București – d. 25 ianuarie 1896, București) a fost un politician și ministru român.